# Obwojnik
Obwojnik (Periploca) – rodzaj należący do rodziny toinowatych (Apocynaceae). Należy do niego 12 gatunków występujących w południowej Europie, Azji Wschodniej i Afryce Północnej i tropikalnej. Kilka gatunków ma własności lecznicze (zwłaszcza P. aphylla), niektóre są uprawiane jako rośliny ozdobne (zwłaszcza obwojnik grecki), poza tym wykorzystywane są jako źródło drewna opałowego, włókien, służą jako pasza i do wyrobu barwników.

## Morfologia
Krzewy, często o pnących się pędach lub pnącza. Liście pojedyncze, ciemnozielone, o kształcie od jajowatego do lancetowatego. Kwiaty drobne, gwiazdkowate, z zewnątrz żółtozielone, od środka w odcieniach czerwieni (od ciemnopurpurowego do kasztanowatego koloru). Owocem jest mieszek. 

## Systematyka
Synonimy
Campelepis Falc., Cyprinia Browicz, Parquetina Baill., Socotora Balf. f.
Pozycja systematyczna według APweb (aktualizowany system APG IV z 2016)
Należy do podrodziny Periplocoideae Endlicher, rodziny toinowatych (Apocynaceae ), która jest jednym z kladów w obrębie rzędu goryczkowców (Gentianales) z grupy astrowych spośród roślin okrytonasiennych
Pozycja w systemie Reveala (1993-1999)
Gromada okrytonasienne (Magnoliophyta Cronquist), podgromada Magnoliophytina Frohne & U. Jensen ex Reveal, klasa Rosopsida Batsch, podklasa jasnotowe (Lamiidae Takht. ex Reveal), nadrząd Gentiananae Thorne ex Reveal, rząd toinowce (Apocynales Bromhead), rodzina toinowate (Apocynaceae Juss.), podrodzina Periplocoideae Kostel., plemię Periploceae Bartl., rodzaj Periploca L.
Wykaz gatunków
- Periploca aphylla Decne.
- Periploca calophylla (Wight) Falc.
- Periploca chevalieri Browicz
- Periploca chrysantha D.S. Yao, X.D. Chen & J.W. Ren
- Periploca floribunda Tsiang
- Periploca forrestii Schltr.
- Periploca graeca L. – obwojnik grecki
- Periploca hydaspidis Falc.
- Periploca laevigata Aiton
- Periploca linearifolia Quart.-Dill. & A.Rich.
- Periploca nigrescens Afzel.
- Periploca refractifolia Gilli
- Periploca sepium Bunge – obwojnik ciemny
- Periploca tsangii D. Fang & H.Z. Ling
- Periploca visciformis (Vatke) K. Schum.